# チェリーブロッサム (カクテル)
チェリーブロッサム（cherry blossom cocktail）は、ショートドリンク（ショートカクテル）に分類されるカクテルである。

## 概要
このカクテルは、大正時代に横浜のバー「パリ」のオーナーである、田尾多三郎によって考案された。カクテル名のチェリーブロッサム（Cherry Blossom）というのは、「桜の花」という意味であり、サクラの花をイメージして作られたカクテルだと言われている。また、日本では、「著名なカクテルブックである『サヴォイ・カクテルブック』でも紹介されている、日本産まれのカクテルだ。」と紹介されることが、しばしばある。

## 標準的なレシピ
チェリーブロッサムは、有名なカクテルであること、さらに、作られてから時間が経っていること、などの理由によって、様々なレシピが存在するようになったカクテルである。しかし、その中でもリキュールベースのカクテルやブランデーベースのカクテルとして紹介されるレシピが、日本では有名だ。また、オリジナルのレシピも、やはりリキュールベース、または、ブランデーベースのレシピであったとされる
。
したがって、日本でチェリーブロッサムを作る時は、基本的に、以下のリキュールベースやブランデーベースのレシピで作られる。
- チェリー・ブランデー ＝ 30ml
- ブランデー ＝ 30ml
- レモン・ジュース ＝ 2dash（約2ml）〜2分の1tsp（約2.5ml）
- オレンジ・キュラソー ＝ 2dash〜2分の1tsp
- グレナデン・シロップ ＝ 2dash〜2分の1tsp

なお、通常、比率表示で書かれる部分（ここではチェリー・ブランデーとブランデーの分量）は、合計60mlとして計算してある
。
したがって、カクテル・グラスの容量が小さめである場合には、チェリー・ブランデーとブランデーの分量を、やや減ずることによって調節する。

### 作り方
チェリー・ブランデー、ブランデー、レモン・ジュース、オレンジ・キュラソー、グレナデン・シロップをシェークして、カクテル・グラス（容量75〜90ml程度）に注げば完成である。

### 備考
- このレシピで作った場合、深い紅色から濃い赤褐色のような色のカクテルとなる。
- より甘口のカクテルとするためには、チェリー・ブランデーを増量する[1][2]。
  - この時、相対的にブランデーの量が少なくなるため、チェリー・ブランデーを増量したレシピは、リキュールベースのカクテルとして紹介される。例えば、チェリー・ブランデー ： ブランデー ＝ 3：2で作る例[3][4][5][6]も見られる。
  - さらには、レモン・ジュース、オレンジ・キュラソー、グレナデン・シロップの使用量も変更し、チェリー・ブランデーをブランデーの2倍使用している例[7]も見られる。
  - 逆に、辛口にする場合は、全く逆のことを行うので、そのような場合は、ブランデーベースのカクテルとして紹介される。中には、レモン・ジュース、オレンジ・キュラソー、グレナデン・シロップの使用量も変更し、ブランデーをチェリー・ブランデーの2倍使用している例[8]も見られる。
- レモン・ジュース、オレンジ・キュラソー、グレナデン・シロップの量が変更されることもある[9][7][8][10]。
- キュラソー系リキュールが使用されない場合もあり、この場合、グレナデン・シロップ ＝ 1tsp、レモン・ジュース ＝ 2dropが標準となる[11][12][13]。
- マラスキーノ・チェリー（レッド）が飾られることもある[14]。
- 横浜が発祥と言われるチェリーブロッサム、ヨコハマ、バンブー、ミリオン・ダラーは横浜4大カクテルと呼ばれる[15][16]。

### この節の参考文献
「参考文献」の節に表記されている書籍、全て。

## ジンベースのチェリーブロッサム
先述の通り、日本ではリキュールベースやブランデーベースのレシピで作られるのが一般的である。しかし、日本以外では、全く違うレシピのチェリーブロッサムも存在する。
それが、ジンをベースとするチェリーブロッサムである。

### 標準的なレシピ
- ドライ・ジン ＝ 30〜45ml
- ラズベリー・シロップ ＝ 2drop〜2dash
- オレンジ・ビターズ ＝ 2drop〜2dash
- 卵白（鶏卵） ＝ 1個分

#### 作り方
ドライ・ジン、ラズベリー・シロップ、オレンジ・ビターズ、鶏卵の卵白を強くシェークして、カクテル・グラス（容量75〜90ml程度）に注げば完成である。

#### 備考
- 卵白を混合するため、リキュールベースやブランデーベースのチェリーブロッサムよりも、強くシェークする必要がある。
- 卵白の量に合わせるために、大型のカクテル・グラス（容量120ml以上）を用いることもある。なお、大型のカクテル・グラスは、ソーサー型のシャンパン・グラス（容量120ml程度）で代用しても良い。

### この節の主な参考文献
- 堀井浩一 『つくる・飲む・楽しむ カクテール』 文研出版 1986年4月5日発行 ISBN 4-580-90230-0
- 浜田晶吾 『すぐできるカクテル505種』 有紀書房 1991年6月20日発行 ISBN 4-638-00531-4
- フランセ 著 今井 清 監修 『楽しく味わう カクテル・ノート』 池田書店 1990年3月20日発行 ISBN 4-262-12803-2